# 산고역 (아이치현)
산고역(일본어: 三郷駅, さんごうえき)은 일본 아이치현 오와리아사히시에 소재하는 나고야 철도 세토선의 역이다. 역 번호는 ST16이다. 아이치 현 삼림 공원의 근처역이다.

## 역사
- 1905년 4월 2일: 영업 개시.
- 1984년 3월 24일: 역사 개축.
- 1996년: 다이아 개정에 의한 시발 열차의 대부분이 옆의 오와리아사히 역으로 이행되어 당역부터는 새벽 3개 편성만 된다.
- 2001년: 사카에마치 방면 승강장에 남쪽 개찰구 개업.
- 2006년
  - 12월 8일: 오와리 세토 방면 승강장에 동쪽 개찰구 개업.
  - 12월 16일: 트랜 패스 도입.
- 2011년 2월 11일: IC카드 승차권 manaca 도입.
- 2012년 2월 29일: 트랜 패스 공용 종료.
- 2016년 2월: 건늠선 철거.

## 역 구조
상대식 승강장 2면 2선의 지상역이다. 이전에는 오와리세토 방향에 건늠선이 있어 평일 아침에 다수의 시발 열차가 있었지만 옆의 오와리아사히 역 개축의 대부분이 해당역 시발 열차로 변경되었다. 이 때문에 당역 시발 열차의 수는 대폭 감소하여 몇 편성만 남고 건늠선도 2016년에는 철거되었다.
개찰구는 3개로 세토 선에서 가장 많은 개찰구를 가진다. "북쪽 개찰구"는 2층의 역사나 과선교를 갖는 기존의 개찰구에서 종일 역무원이 상주하고 있다. 2층에 개찰구가 있지만 계단 밖에 없어 배리어 프리에 대응하지 않고 있다. 동쪽 개찰구의 개설에 따른 자동 개찰기가 줄어들고 현재는 1통로만 설치이다. "남쪽 개찰구"는 2001년에 신설된 차막이에 사카에마치 방면 승강장에 직접 연결되는 개찰구가 있다. 계단이 없기 때문에 많은 승객이 이용하고 있다. 이 개찰구는 종일 무인이면서도 자동 정산기가 설치되어 있으며 비 자기화권(내부 구입 등)의 경우에는 인터폰에서 북쪽 개찰구의 역무원에게 신청하고, 표를 확인 카메라로 제시하여 개찰구의 문을 개방한다.
남쪽 개찰구는 당초 정산기가 갖춰지지 않았기 때문에 정산이 필요한 경우에는 북쪽 개찰구로 돌아가야 했다. 그러나 2006년 11월 자동 정산기가 설치되었다.
"동쪽 개찰구"는 배리어 프리 대응화에 따라, 2006년 12월 8일에 신설된 오와리세토 방면 승강장에 직접 연결 개찰구를 이용하게 되고 남쪽 개찰구와 마찬가지로 종일 무인이면서 자동 정산기와 인터폰이 설치되었다.

### 승강장
| 번호 | 노선      | 방향 | 행선                    |
| ---- | --------- | ---- | ----------------------- |
| 1    | ■ 세토 선 | 하행 | 오와리세토 방면         |
| 2    | ■ 세토 선 | 상행 | 오조네・사카에마치 방면 |

## 역 주변
- 오와리아사히 시립 도에이 초등학교
- 오와리아사히 시립 히가시 중학교
- KEIZ
- 이토 요카도 오와리아사히점
- 야마나카 산고점
- 파나소닉 에코 솔루션즈 전로 세토 공장
- 세토 신용 금고 산고 지점
- 아이치 은행 산고 지점
- 선 스테이지 미사토
- 아이치 현 삼림 공원 - 도보로 약 25분.
- 신린코엔 거리(아이치 현도 75호 가스가이나가쿠테선)
- 세토 가도(아이치 현도 61호 나고야세토 선)

## 사진

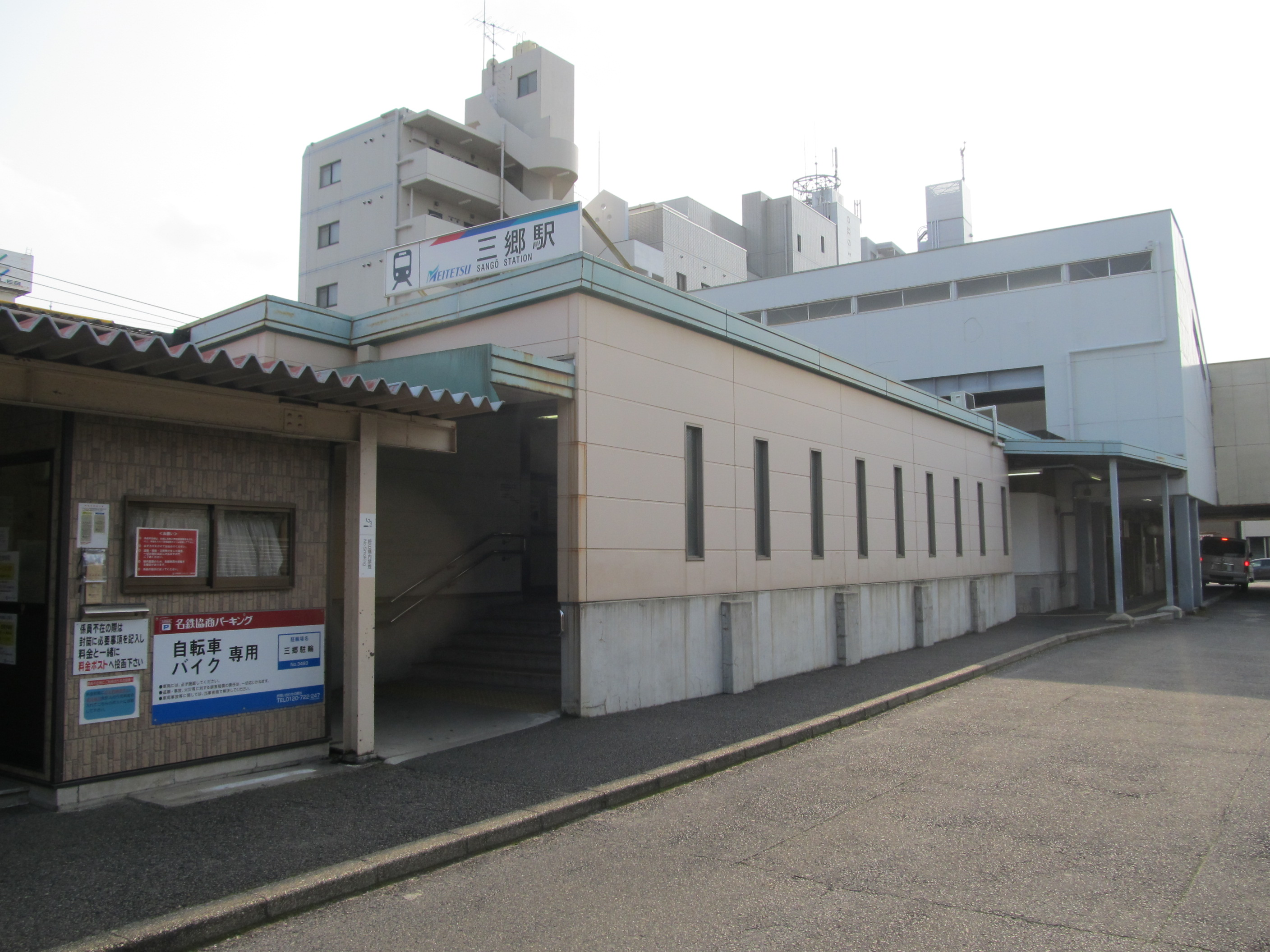
동쪽 출입구
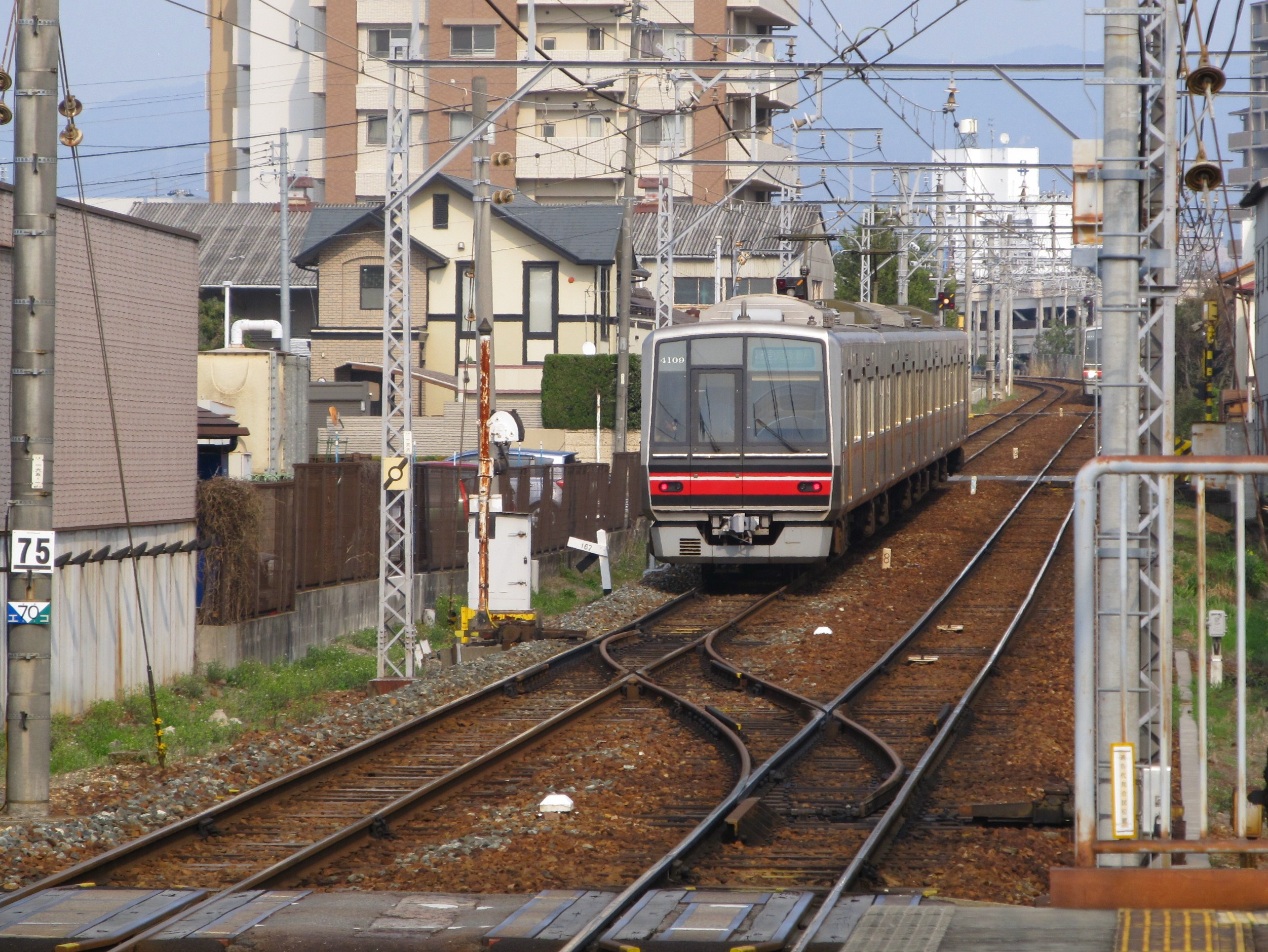
철거 전에 존재했던 건늠선

## 인접역
| 나고야 철도 ■ 세토선              | 나고야 철도 ■ 세토선 | 나고야 철도 ■ 세토선        |
| --------------------------------- | -------------------- | --------------------------- |
| ST15 오와리아사히 사카에마치 방면 | ■ 급행 ■ 준급 ■ 보통 | 미즈노 ST17 오와리세토 방면 |